# Die Welt dreht sich verkehrt
"Die Welt dreht sich verkehrt" ("O mundo segue pelo caminho errado") foi a canção que respresentou a Áustria no Festival Eurovisão da Canção 1995 que teve lugar em Dublin, na Irlanda.
Foi interpretada em alemão por Stella Jones. Foi a oitava canção a ser interpretada na noite do festival, a seguir à canção islandesa "Núna, interpretada por Bo Halldórsson e antes da canção espanhola "Vuelve conmigo", cantada por Anabel Conde. Terminou a competição em 13.º lugar, tendo recebido um total de 67 pontos. No anos eguinte, em 1996, a Áustria fez-se representar com canção  "Weil's dr guat got", interpretada por George Nussbaumer.

## Autores
A canção tinha letra e música de Mischa Krausz e foi orquestrada por Michael Kienzl.

## Letra
A canção é sobre os efeitos que o amante de Jones tem nela, especificamente o ele segur sempre o caminho errado sempre que está à volta dela.

## Versões
Stella Jones gravou uma versão em inglês intitulada "These are the tricks of life".